# Reguła LaSalle’a
Reguła LaSalle’a (znana również jako reguła Barbaszina-Krasowskiego-LaSalle’a lub reguła Krasowskiego-LaSalle’a) – kryterium asymptotycznej stabilności autonomicznych (także nieliniowych) układów dynamicznych.

## Wersja globalna
Niech autonomiczny układ dynamiczny będzie dany przez:
{\displaystyle {\dot {\mathbf {x} }}=f(\mathbf {x} ),}
gdzie {\displaystyle \mathbf {x} } – jest wektorem wektor zmiennych, oraz:
{\displaystyle f(\mathbf {0} )=\mathbf {0} .}
Jeśli istnieje funkcja {\displaystyle V(x)\in C^{1},} taka że:
{\displaystyle {\dot {V}}(\mathbf {x} )\leqslant 0} dla wszystkich {\displaystyle \mathbf {x} ,}
wtedy zbiór graniczny każdej trajektorii jest zawarty w {\displaystyle Q,} gdzie {\displaystyle Q} to suma trajektorii zawartych w zbiorze {\displaystyle \{\mathbf {x} :{\dot {V}}(\mathbf {x} )=0\}.}
Jeśli ponadto dla funkcji {\displaystyle V} mamy:
{\displaystyle V(\mathbf {x} )>0,} dla wszystkich {\displaystyle \mathbf {x} \neq \mathbf {0} }
{\displaystyle V(\mathbf {0} )=0}
i jeśli {\displaystyle Q} nie zawiera trajektorii innych niż {\displaystyle \mathbf {x} (t)=\mathbf {0} } for {\displaystyle t\geqslant 0,} wtedy środek układu współrzędnych jest asymptotycznie stabilny.
Dodatkowo, jeśli {\displaystyle V} jest nieograniczona z rosnącą normą, tj.
{\displaystyle V(\mathbf {x} )\to \infty ,} gdy {\displaystyle \|\mathbf {x} \|\to \infty ,}
wtedy środek jest globalnie asymptotycznie stabilny.

## Wersja lokalna
Jeśli:
{\displaystyle V(\mathbf {x} )>0,} dla {\displaystyle \mathbf {x} \neq \mathbf {0} }
{\displaystyle {\dot {V}}(\mathbf {x} )\leqslant 0}
zachodzi tylko dla {\displaystyle \mathbf {x} } w pewnym otoczeniu {\displaystyle \mathbf {0} \in D,} oraz zbiór
{\displaystyle \{{\dot {V}}(\mathbf {x} )=0\}\bigcap D}
nie zawiera trajektorii układu poza trajektorią trywialną, wtedy lokalna wersja twierdzenia mówi, że początek układu współrzędnych jest asymptotycznie stabilny.

## Oryginalne publikacje
- Joseph LaSalle. Some extensions of Liapunov’s second method. „IRE Transactions on Circuit Theory”, s. 520–527, 1960.
- E.A. Barbashin, N. Krasovskii. Yстойчивости движения в целом. „Doklady Akademii Nauk SSSR”. 86, s. 453–456, 1952.
- N. Krasovskii, Problems of the Theory of Stability of Motion (przekład angielski), Stanford University Press, 1963. Brak numerów stron w książce